# Louis de Conflans, marquis d’Armentières
Louis de Conflans, marquis d’Armentières (* 23. Februar 1711 in Armentières-sur-Ourcq; † 18. Januar 1774 im Schloss Versailles) war ein Angehöriger des französischen Militärs. 1746 wurde er zum Lieutenant-général und 1768 zum Marschall von Frankreich ernannt.

## Leben
Er war der Sohn von Michel III. de Conflans (1674–1717), marquis d'Armentières, erster Edelmann in der Kammer von Philippe II. de Bourbon, duc d’Orléans und der Diane Gabrielle de Jussac (1688–1777), Palastdame von Marie Louise Élisabeth d’Orléans, dann Gesellschaftsdame von Françoise Marie de Bourbon. Er stammte wahrscheinlich aus dem Haus Brienne. Aus dem Haus de Brienne kam mit Jean de Brienne ein König von Jerusalem und ein Kaiser von Konstantinopel. jedoch hat keiner seiner Nachfahren je den Namen Brienne geführt.
Seine Familie hatte, wenn man den Memoiren von Saint-Simon als Quelle nimmt, im Laufe der Zeit viel von ihrem Ansehen verloren, kam jedoch während der Regierung von Ludwig XIV. in den Hofadel zurück, da sein Vater und auch sein Onkel die beiden Töchter von Claude de Jussac, Capitaine der Gardes de Monsieur, geheiratet hatten.
Im Jahre 1717 beerbte er seinen Vater als erster Kammerherr am Hof von Philippe II. de Bourbon, duc d’Orléans. 1726, im Alter von 15 Jahren, trat er in die Mousquetaires de la garde ein und wurde im folgenden Jahr Regimentsinhaber des Régiment d’Anjou.
Während des Polnischen Thronfolgekrieges diente er von 1733 bis 1735 in Italien. Er nahm an der Schlacht bei Parma teil und wurde am 19. September 1734 in der Schlacht bei Guastalla durch eine Musketenkugel am Hals verwundet. Am 18. Oktober 1734 wurde er im Alter von 23 Jahren zum Brigadier des armées du roi befördert.
Zu Beginn des Österreichischen Erbfolgekrieges diente er unter dem Maréchal de Belle-Isle im Feldzug nach Böhmen. Im Februar 1743 kehrte er nach Frankreich zurück und wurde am 20. des gleichen Monats zum Maréchal de camp befördert. Zunächst zur Armée d'Alsace (Elsässische Armee) abgestellt wurde er dann nach Flandern abkommandiert. Hier zeichnete er sich in der Schlacht bei Rocourt aus, was ihm am 11. Oktober 1747 die Ernennung zum Lieutenant-général einbrachte. Bis 1748 stand er noch im Feld und wurde im Januar 1753 mit dem Ordre du Saint-Esprit ausgezeichnet.
Während des Siebenjährigen Krieges diente er unter den Marschällen Charles de Rohan, prince de Soubise und Louis-Georges-Erasme de Contades, u. a. im Münsterland, wo er sich in Burg Hülshoff einquartierte. Im Jahre 1761 wurde ihm dann das Kommando über die Provinz der Trois-Évêchés (Metz, Toul und Verdun) übertragen. Am 2. Januar 1768 wurde er zum Marschall von Frankreich ernannt.
Am 18. Januar 1774 starb er in den Gemächern des Königs im Schloss Versailles an einem Gehirnschlag.

## Familie
Er war zweimal verheiratet:
- Am 15. Mai 1733 heiratete er Adélaïde Jeanne Françoise de Bouterou d'Aubigny, * Mai 1717 † 9. Mai 1746, aus dieser Ehe entstammten drei Kinder[4]:
  - Louis Henri Gabriel * 28. Dezember 1735
  - Louis Charles, * 5. Dezember 1737
  - Louise Gabrielle, * 3. November 1743
- 1770 heiratete er Marie-Charlotte de Senneterre, Enkelin von Jean Charles de Saint-Nectaire, * 14. November 1750 † 26. Juli 1794 auf der Guillotine[5]. Aus dieser Ehe entstammte ein Sohn:
  - Charles Louis Gabriel de Conflans, marquis d’Armentières, * 12. März 1772 in Paris † 24. Dezember 1849 in Rœulx, ⚭ 1790 Amélie Gabrielle Joséphine, princesse de Croÿ (1774–1847), Tochter von Joseph Anne Maximilien de Croÿ d'Havré[6]

## Wappen
|  | Ein blauer Schild, bestreut mit goldenen Tafeln, darauf aufgelegt ein goldener Löwe |